# Blue Berry Hill
Blue Berry Hill è un census-designated place degli Stati Uniti d'America, situato nella contea di Bee dello Stato del Texas. Secondo il censimento effettuato nel 2010 abitavano nel CDP 866 persone. Si trova appena fuori Beeville e possiede servizi indipendente. L'acqua potabile e i servizi della spazzatura sono forniti dalla città di Beeville.

## Storia
Nel 2000 gli abitati censiti erano 982, mentre secondo il censimento effettuato nel 2010 abitavano a Blue Berry Hill 866 persone.

## Geografia fisica
Blue Berry Hill è situata a 28°23′21″N 97°46′54″W (28.389303, -97.781611). È inoltre attraversata dalla U.S. Highway 59 e dalla Loop 351. Secondo lo United States Census Bureau, ha un'area totale di 2,9 miglia quadrate (7,5 km²).

## Società

### Evoluzione demografica
Secondo il censimento del 2000, c'erano 982 persone, 316 nuclei familiari, e 238 famiglie residenti nella città. La densità di popolazione era di 335,6 persone per miglio quadrato (129,4/km²). C'erano 370 unità abitative a una densità media di 126,4 per miglio quadrato (48,8/km²). La composizione etnica della città era formata dal 66,60% di bianchi, lo 0,20% di afroamericani, l'1,02% di nativi americani, lo 0,20% di asiatici, il 30,24% di altre razze, e l'1,73% di due o più etnie. Ispanici o latinos di qualunque razza erano l'80,45% della popolazione.
C'erano 316 nuclei familiari di cui il 40,2% aveva figli di età inferiore ai 18 anni, il 52,5% erano coppie sposate conviventi, il 17,4% aveva un capofamiglia femmina senza marito, e il 24,4% erano non-famiglie. Il 16,1% di tutti i nuclei familiari erano individuali e il 5,7% aveva componenti con un'età di 65 anni o più che vivevano da soli. Il numero di componenti medio di un nucleo familiare era di 3,11 e quello di una famiglia era di 3,54.
La popolazione era composta dal 34,0% di persone sotto i 18 anni, l'11,4% di persone dai 18 ai 24 anni, il 27,0% di persone dai 25 ai 44 anni, il 19,9% di persone dai 45 ai 64 anni, e il 7,7% di persone di 65 anni o più. L'età media era di 29 anni. Per ogni 100 femmine c'erano 101,6 maschi. Per ogni 100 femmine dai 18 anni in giù, c'erano 97,0 maschi.
Il reddito medio di un nucleo familiare era di 26.500 dollari, e quello di una famiglia era di 26.250 dollari. I maschi avevano un reddito medio pro capite di 27.273 dollari contro i 16.912 dollari delle femmine. Il reddito pro capite era di 9.255 dollari. Circa il 39,5% delle famiglie e il 45,3% della popolazione erano sotto la soglia di povertà, incluso il 67,7% di persone sotto i 18 anni e il 21,7% di persone di 65 anni o più.

## Istruzione
Gli studenti frequentano il Beeville Independent School District.